# Sindal
Sindal is een plaats en voormalige gemeente in Denemarken.

## Voormalige gemeente
De voormalige gemeente had een oppervlakte van 241,61 km² en telde 9425 inwoners (cijfers 2005). Woonkernen die onder bestuur ervan vielen waren: Astrup, Hørmested, Lendum, Mosbjerg, Tolne en Ugilt.
Sinds januari 2007 valt de gemeente onder de nieuw gevormde gemeente Hjørring.

## Plaats
De plaats Sindal telt ongeveer 3000 inwoners (2006). De oorspronkelijke naam was Soldalen ("Zonnedal").